# Бадера Олександр Миколайович
Олександр Бадера  (нар. 1 січня 1948 Володимир-Волинський, Волинська область, Українська РСР — пом. 28 січня 2014, Київ, Україна) — громадський діяч, бізнесмен, активний учасник Євромайдану. Помер від побиття, отриманого 22 січня 2014 року у день Соборності на вулиці Грушевського біля стадіону «Динамо». Герой України (2015, посмертно).

## Життєпис
Народився Олександр Бадера у Володимирі-Волинському у 1948 році. Після закінчення школи навчався у Володимир-Волинському професійно-технічному училищі, де отримав професію електрогазозварювальника.
Згодом у 1966, пан Бадера здобув вищу економічну освіту в Києві, де й залишився працювати. У 1990-х став приватним підприємцем. Тривалий час займався кінопрокатом, та з товаришами навіть почав самостійно випускати кінофільми. Після знайомства із Почесним гетьманом Українського козацтва Володимиром Мулявою захопився історією козацтва, та сам став отаманом галицько-волинських козаків.
Захоплювався історією та етнографією, був отаманом Галицько-Волинського козацтва. Мріяв створити музей Січових Стрільців. Олександр цікавився також народною медициною, навчався премудростей травознавства у відомого народного цілителя з Брусилівського району на Житомирщині. Ця наука знадобилась йому під час подій Євромайдану, коли він з цілою родиною допомагав пораненим та застудженим, готуючи відвари та настої з трав, а також збирав пляшки для коктейлів Молотова і заготовляв дрова для євромайданівців. Він понад усе любив Україну і все своє життя бажав жити у вільній, заможній країні — мріяв, аби діти та онуки були щасливі та здорові й не шукали собі долю по усіх світах. Ніколи не залишався байдужим до беззаконня, яке коїлось в Україні. Був переконаний, що неможливо допускати свавілля зажерливих можновладців і що в цей нелегкий час не можна стояти осторонь від будь-яких подій.
З перших днів Євромайдану він був активним учасником народного спротиву. У нічні чергування, підтримуючи патріотичний дух побратимів, ділився досвідом та знаннями, розповідаючи про славні подвиги козаків. Вважав, що народна медицина творить чудеса й зцілює найскладніші недуги. Олександр сильно застудився, коли на Водохреще був облитий крижаною водою, до того ж отримав сильне отруєння газами, але все одно не покинув барикади, жартував: «Трохи мене покропили, та від того я став ще більш загартованим». 22 січня 2014 на День Соборності, біля стадіону «Динамо» під час протистояння на Грушевського у сутичках його сильно побили. Його привезли з Майдану в тяжкому стані, однак він залишався при свідомості і спілкувався з рідними. Він знов віджартовувався: «Зламали пальця — та не зломити дух».
Після побиття Олександра Бадеру привезли додому, до лікарні не звертався через те, що саме лікарня для побитих та поранених була одним з найнебезпечніших місць, та сам Олександр вірив у це, що зможе сам себе вилікувати.
За шість днів, унаслідок численних травм, Олександр Бадера помер. Це сталось 28 січня 2014 року. В останню дорогу 31 січня 2014 його провели місцеві козаки на кладовищі села Мала Солтанівка. Похований в селі Мала Солтанівка Васильківського району Київської області поруч із могилою матері.

## Нагороди
- Звання Герой України з удостоєнням ордена «Золота Зірка» (20 лютого 2015, посмертно) — за громадянську мужність, патріотизм, героїчне відстоювання конституційних засад демократії, прав і свобод людини, самовіддане служіння Українському народові, виявлені під час Революції гідності[3]
- Медаль «За жертовність і любов до України» (УПЦ КП, червень 2015) (посмертно)[4]